# Pothyne kualabokensis
Pothyne kualabokensis là một loài bọ cánh cứng trong họ Cerambycidae.